# Guisando
Guisando es un municipio de España perteneciente a la provincia de Ávila, en la comunidad autónoma de Castilla y León. La localidad, situada en la zona central de la península ibérica, está emplazada en la cara sur de la sierra de Gredos a una altitud de 760 m. El municipio tiene un clima mediterráneo de inviernos suaves y veranos cálidos, con temperaturas superiores a las de la cara norte de la sierra de Gredos; la precipitación media anual, que supera los 1700 mm, es muy elevada. En 2019 contaba con una población de 497 habitantes.
El núcleo de población debió originarse a finales de la Edad Media. Casi con toda seguridad consistió en un primer momento en un asentamiento de pastores. Durante la Baja Edad Media y casi toda la Edad Moderna el territorio actual del municipio formó parte administrativamente del Señorío de Arenas. Fue en 1760 cuando, bajo reinado de Carlos III, la aldea consiguió el título de villa independizándose de Arenas de San Pedro.
El casco urbano de la localidad, en el que destacan las viviendas vernáculas encaladas, fue declarado bien de interés cultural con la categoría de conjunto-histórico en 1976. Guisando está incluido también dentro de la zona de protección del parque regional de la Sierra de Gredos. Las fiestas populares en honor a su patrón, San Miguel, se celebran el 29 de septiembre. En la localidad predomina el sector terciario —sobre todo la actividad turística—, aunque el sector primario todavía guarda cierta importancia. Si se excluye la construcción el sector secundario es marginal. Tras las elecciones municipales de 2015, el alcalde del municipio fue Eduardo Tiemblo González, del Partido Popular. Desde las elecciones municipales de 2019 el alcalde es Juan José García, del mismo partido.

## Toponimia
| La Garganta de Guisando es buen monte de oso en tiempo de verano. Et son las vocerías, la una por cima del cerro de Don Guerrero arriba catante á la Garganta de Santa María, et que tengan los rostros contra Arenas: et la otra por la cumbre de la sierra fasta el Puerto del Peón (...) —Libro de la Montería de Alfonso XI |

El topónimo surge en la Edad Media pues en 1274 ya se habla de un camino ganadero «en Guisando», en un documento en el que la autoridad concejil de Ávila concedía diversos permisos a los habitantes de Arenas; un siglo más tarde el Libro de la montería del rey Alfonso XI anota la abundante población de osos durante el periodo estival en la «garganta de Guisando».
Se ha propuesto que el origen etimológico del topónimo «Guisando» pudiera tener un origen germánico. Sería una composición de los términos Wis (sabio) y Sanths o Sanps («verdadero»); luego Guisando se podría traducir como «verdad sabia» o «sabio verdadero». El gentilicio de la localidad es «guisanderos».

## Símbolos
La representación heráldica del escudo y la bandera del municipio se aprobaron de manera oficial el 30 de enero de 2001. El escudo se blasona de la siguiente manera:

Partido y mantelado en punta. 1.º de gules rollo de plata. 2.º de plata, montaña de sinople. En mantel de oro, cabeza de cabra de sable. Al timbre corona real cerrada.
Boletín Oficial de Castilla y León n.º 34 de 16 de febrero de 2001

El color oro del mantel alude a la riqueza cinegética del municipio; el rollo del primer cuartel corresponde al rollo de la villa; el monte verde del segundo hace referencia a las montañas que configuran el relieve del municipio.
La descripción de la bandera es la siguiente:

Bandera rectangular de proporciones 2:3, formada por un paño de gules, con un triángulo blanco con castaño verde, que tiene sus vértices en los extremos del asta y en el centro de la bandera.
Boletín Oficial de Castilla y León n.º 34 de 16 de febrero de 2001

## Geografía

### Ubicación
La localidad de Guisando se encuentra a 760 m s. n. m. en el sur de la provincia de Ávila, enclavada en un valle rodeado de cumbres, entre las que se encuentran la Cabeza del Covacho (una montaña de 1566 m de altura), La Mira, Cabeza del Cervunal (2114 m s. n. m.), Cabeza de Arbillas (1595 m s. n. m.) o la Cuerda de los Galayos. El valle está constituido por la garganta que forma el río Pelayo y sus cursos tributarios al nacer en las cercanías de las cumbres de La Mira y los Galayos. Se encuentra a escasos seis kilómetros del municipio más poblado y capital de la comarca (Arenas de San Pedro) y a 88 km de Ávila. El punto más alto del municipio es el pico de La Mira, de 2343 m de altura, que comparte con los municipios de Arenas de San Pedro, Hoyos del Espino y El Hornillo.
| Noroeste: Arenas de San Pedro y San Juan de Gredos | Norte: Hoyos del Espino  | Noreste: El Hornillo         |
| Oeste: Arenas de San Pedro                         |                          | Este: Arenas de San Pedro    |
| Suroeste: Arenas de San Pedro                      | Sur: Arenas de San Pedro | Sureste: Arenas de San Pedro |

### Geología

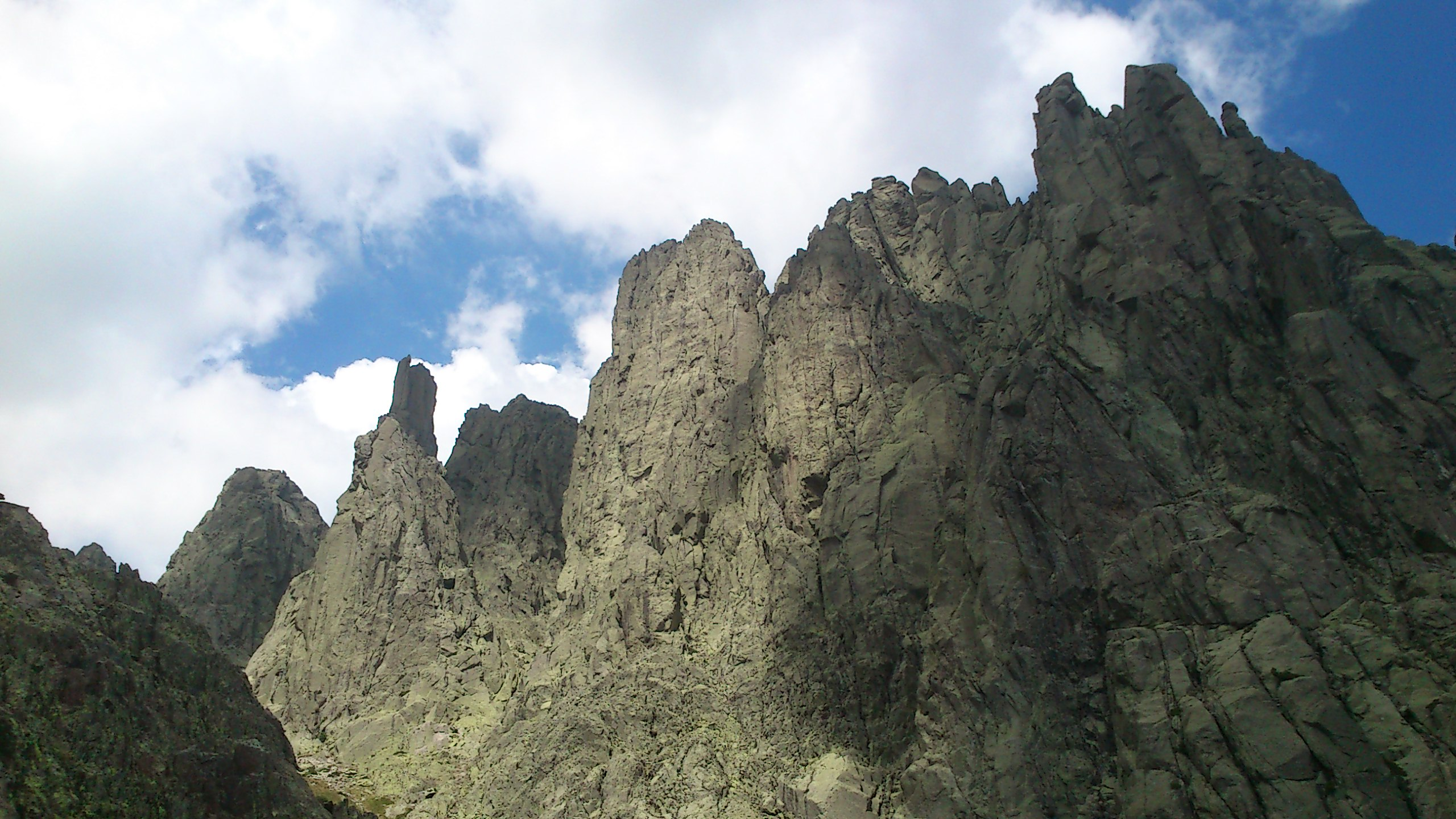
Los Galayos.

El Sistema Central, del cual forma parte la sierra de Gredos es una cordillera cuyos materiales provienen de la orogenia hercínica —hace aproximadamente 300 millones de años—. Sin embargo el relieve actual data de la orogenia alpina —hace aproximadamente 30 millones de años—, cuando la cordillera se elevó por encima de la meseta, formada del mismo tipo de material. Está compuesta principalmente de rocas metamórficas y plutónicas. En el caso particular de Guisando, aunque rodeado de un suelo de granitos biotíticos, buena parte del término municipal —incluyendo la propia localidad— se sitúa sobre terrenos donde predominan las micacitas, las cuarcitas y los esquistos del Cámbrico Inferior.
En el Cuaternario la vertiente meridional de la sierra de Gredos —al contrario que la septentrional— no ha sufrido fenómenos glaciares de importancia; en ella son los fenómenos de tipo torrencial, influidos por la importante pluviometría, los que han determinado principalmente el relieve de la vertiente.

### Hidrografía

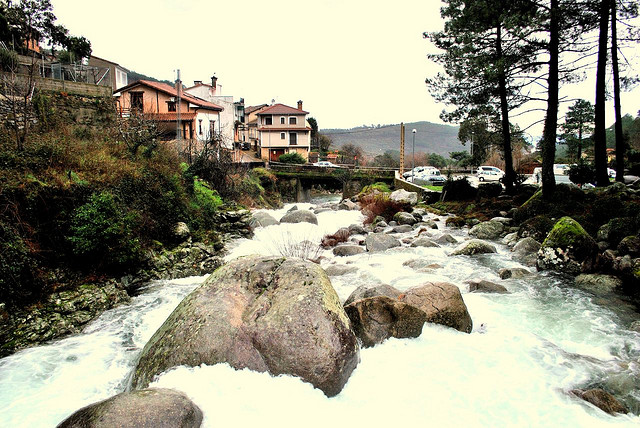
Garganta del río Pelayos a su paso por la localidad.

El principal curso que atraviesa el municipio es el río Pelayos, afluente del río Arenal, tributario a su vez del Tiétar, que pertenece a la cuenca hidrográfica del Tajo. El Pelayos se forma a partir de la confluencia de diferentes torrentes que descienden de la sierra con la garganta de los Galayos.
El arroyo Cobacho cruza el núcleo urbano.
El Riocuevas o río Cuevas, otro tributario del río Arenal y que aguas abajo se represa en el embalse de Arenas de San Pedro, también tiene parte de su curso por el municipio.

### Clima

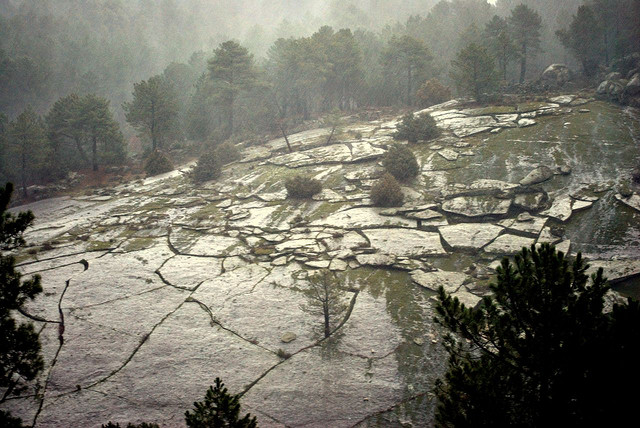
Fuerte lluvia en los alrededores de Guisando.

Guisando presenta unos niveles de precipitación anual muy elevados —en el periodo 1960-1996 la estación pluviométrica de Guisando-El Risquillo fue la más «lluviosa» de la provincia—. Situada resguardada de los vientos del norte por la sierra de Gredos y el Cabezo del Covacho, la localidad tiene un régimen térmico con temperaturas más suaves que la vertiente norte que incluiría al municipio dentro de un clima de tipo Csa según la clasificación climática de Köppen. Los máximos de precipitación se recogen en otoño e invierno.
| Parámetros climáticos promedio de Guisando (El Risquillo) en el periodo 1981-2010                                                                        | Parámetros climáticos promedio de Guisando (El Risquillo) en el periodo 1981-2010 | Parámetros climáticos promedio de Guisando (El Risquillo) en el periodo 1981-2010 | Parámetros climáticos promedio de Guisando (El Risquillo) en el periodo 1981-2010 | Parámetros climáticos promedio de Guisando (El Risquillo) en el periodo 1981-2010 | Parámetros climáticos promedio de Guisando (El Risquillo) en el periodo 1981-2010 | Parámetros climáticos promedio de Guisando (El Risquillo) en el periodo 1981-2010 | Parámetros climáticos promedio de Guisando (El Risquillo) en el periodo 1981-2010 | Parámetros climáticos promedio de Guisando (El Risquillo) en el periodo 1981-2010 | Parámetros climáticos promedio de Guisando (El Risquillo) en el periodo 1981-2010 | Parámetros climáticos promedio de Guisando (El Risquillo) en el periodo 1981-2010 | Parámetros climáticos promedio de Guisando (El Risquillo) en el periodo 1981-2010 | Parámetros climáticos promedio de Guisando (El Risquillo) en el periodo 1981-2010 | Parámetros climáticos promedio de Guisando (El Risquillo) en el periodo 1981-2010 |
| Mes | Ene.                                                                              | Feb.                                                                              | Mar.                                                                              | Abr.                                                                              | May.                                                                              | Jun.                                                                              | Jul.                                                                              | Ago.                                                                              | Sep.                                                                              | Oct.                                                                              | Nov.                                                                              | Dic.                                                                              | Anual                                                                             |
| --- | --------------------------------------------------------------------------------- | --------------------------------------------------------------------------------- | --------------------------------------------------------------------------------- | --------------------------------------------------------------------------------- | --------------------------------------------------------------------------------- | --------------------------------------------------------------------------------- | --------------------------------------------------------------------------------- | --------------------------------------------------------------------------------- | --------------------------------------------------------------------------------- | --------------------------------------------------------------------------------- | --------------------------------------------------------------------------------- | --------------------------------------------------------------------------------- | --------------------------------------------------------------------------------- |
| Precipitación total (mm) | 194.0                                                                             | 137.9                                                                             | 120.5                                                                             | 180.8                                                                             | 142.6                                                                             | 50.2                                                                              | 19.3                                                                              | 24.2                                                                              | 86.9                                                                              | 246.6                                                                             | 263.4                                                                             | 300.3                                                                             | 1766.7                                                                            |
| Fuente: AEMET. Ministerio de Agricultura, Alimentación y Medio Ambiente. Valores normales de precipitación mensual para el periodo 1981-2010 en Guisando |                                                                                   |                                                                                   |                                                                                   |                                                                                   |                                                                                   |                                                                                   |                                                                                   |                                                                                   |                                                                                   |                                                                                   |                                                                                   |                                                                                   |                                                                                   |

### Fauna y vegetación

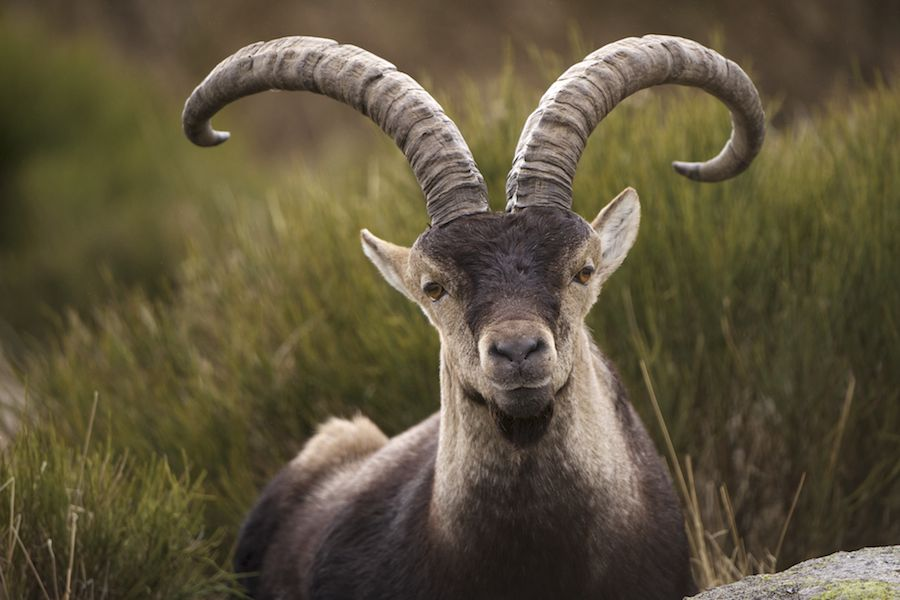
Ejemplar macho de Capra pyrenaica en la sierra de Gredos.

En función de la altitud se puede describir diferentes pisos bioclimáticos. En el primer nivel con una altura máxima en el municipio alrededor de los 800 m s. n. m., se situaría el piso mesomediterráneo donde los árboles predominantes son la encina (Quercus ilex) y el alcornoque (Quercus suber), además del enebro y del majuelo. También están presentes algunas especies relictas propias de un bosque de laurisilva como el lauroceraso (loro) o el madroño.

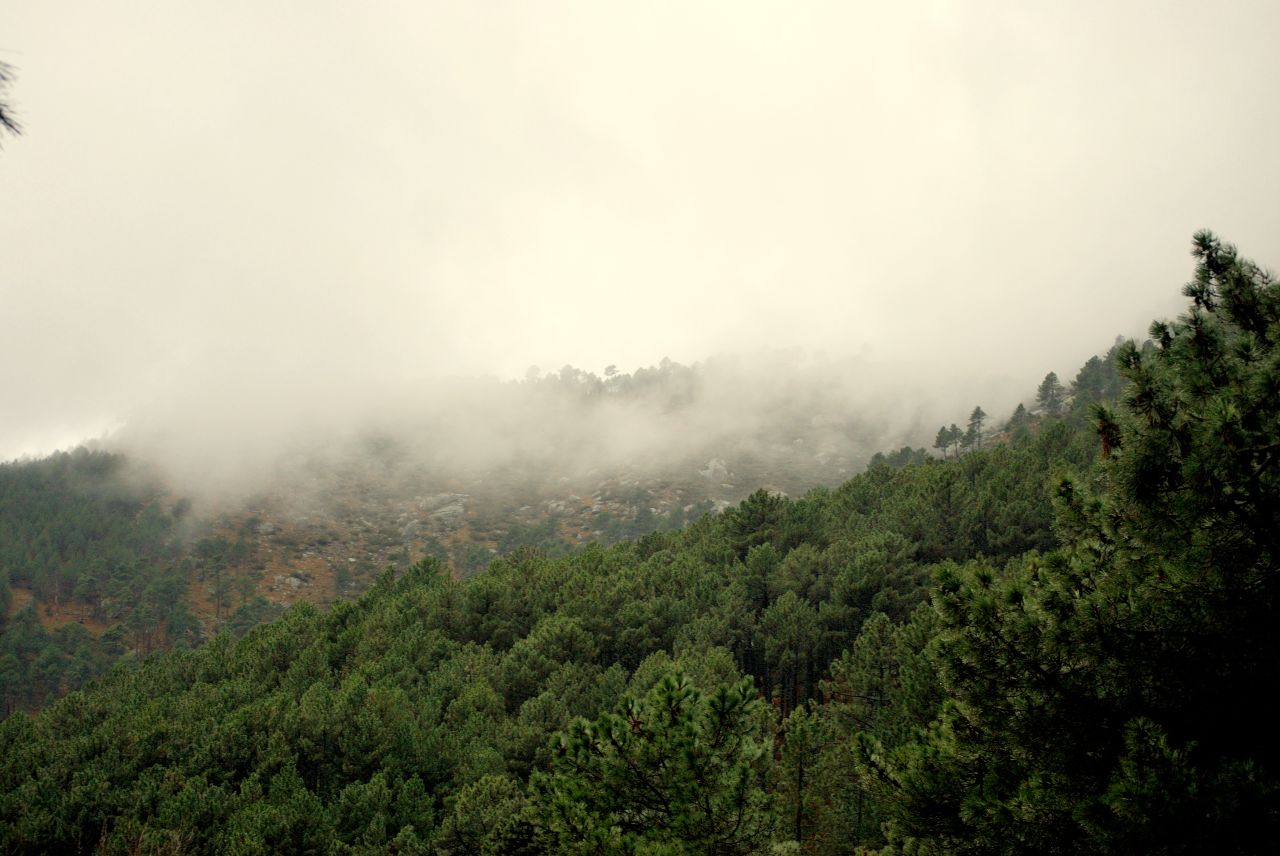
Densos bosques de Pinus pinaster en los alrededores de la localidad

En el piso inmediatamente superior, el supramediterráneo —en el que se enclava la localidad y que en la zona está relacionado con una precipitación y humedad ambiental muy elevada— la especie dominante actualmente es el Pinus pinaster, fruto de las repoblaciones llevadas a cabo durante el siglo XIX con objeto de reforestar la zona. Llegaría hasta los 1600 m s. n. m. Encima de este se encuentra el piso oromediterráneo, caracterizado por el piornal y ejemplares dispersos de Pinus sylvestris. Por encima de los 2200 m s. n. m. se encuentra el piso criomediterráneo, con temperaturas medias anuales por debajo de los 4 °C; en este se prodigan el cervunal y los líquenes y musgos de montaña.
Esta variopinta flora se ve acompañada por una avifauna que presenta rapaces como el azor o los buitres negro y leonado; además de otras especies como la cigüeña negra, carboneros, herrerillos o arrendajos. Entre los mamíferos se encuentran el meloncillo, el jabalí, el corzo, el ciervo, la cabra montés y el zorro; en cuanto a reptiles están presentes el lagarto ocelado y las lagartijas colilarga y colirroja, entre otras especies.

### Comunicaciones
Red de carreteras
La única carretera de importancia dentro del término municipal es la carretera de la red local denominada AV-P-713. Comunica a la localidad con Arenas de San Pedro.
| Numeración | Nombre                | Itinerario                                               | Datos |
| ---------- | --------------------- | -------------------------------------------------------- | ----- |
| AV-P-713   | Carretera de Guisando | Arenas de San Pedro - Guisando - Intersección con AV-924 |       |

Aeropuertos y ferrocarriles
El municipio no cuenta con ningún aeropuerto. La ruta más corta en tiempo al aeropuerto internacional de Madrid-Barajas tiene un recorrido de 185 km por carretera. Guisando tampoco dispone de ninguna vía férrea.

## Historia
No se conocen huellas que indiquen la presencia de los vetones en el término municipal, ni tampoco romanos o visigodos. Se considera probable sin embargo la población del territorio por pastores de origen bereber.

En verde claro territorio ocupado por el concejo de Ávila en el

Después de la Reconquista el territorio del valle del Tiétar se repobló con oriundos de Ávila además de gentes del norte de la península ibérica, como gallegos o navarros. A partir del siglo XIII la extensión del concejo de Ávila al sur del Sistema Central se convirtió en un territorio rico en recursos naturales que permitía un aprovechamiento variado, tanto mediante la ganadería, la minería de hierro y otras actividades agrarias como la apicultura y la silvicultura.
La fundación del núcleo actual de Guisando como tal no está tan clara. Se propone que debió fundarse a comienzos del siglo XV —sobre un asentamiento ganadero original— aunque es en 1576 cuando se anota por primera vez la aldea en un documento, una partida bautismal. El actual territorio en el que se sitúa el pueblo formó parte del señorío y arciprestazgo de Arenas de San Pedro, en poder del ducado del Infantado, que tuvo en el sur de la actual provincia de Ávila importantes posesiones tanto en el territorio de Arenas como alrededor de San Martín de Valdeiglesias.

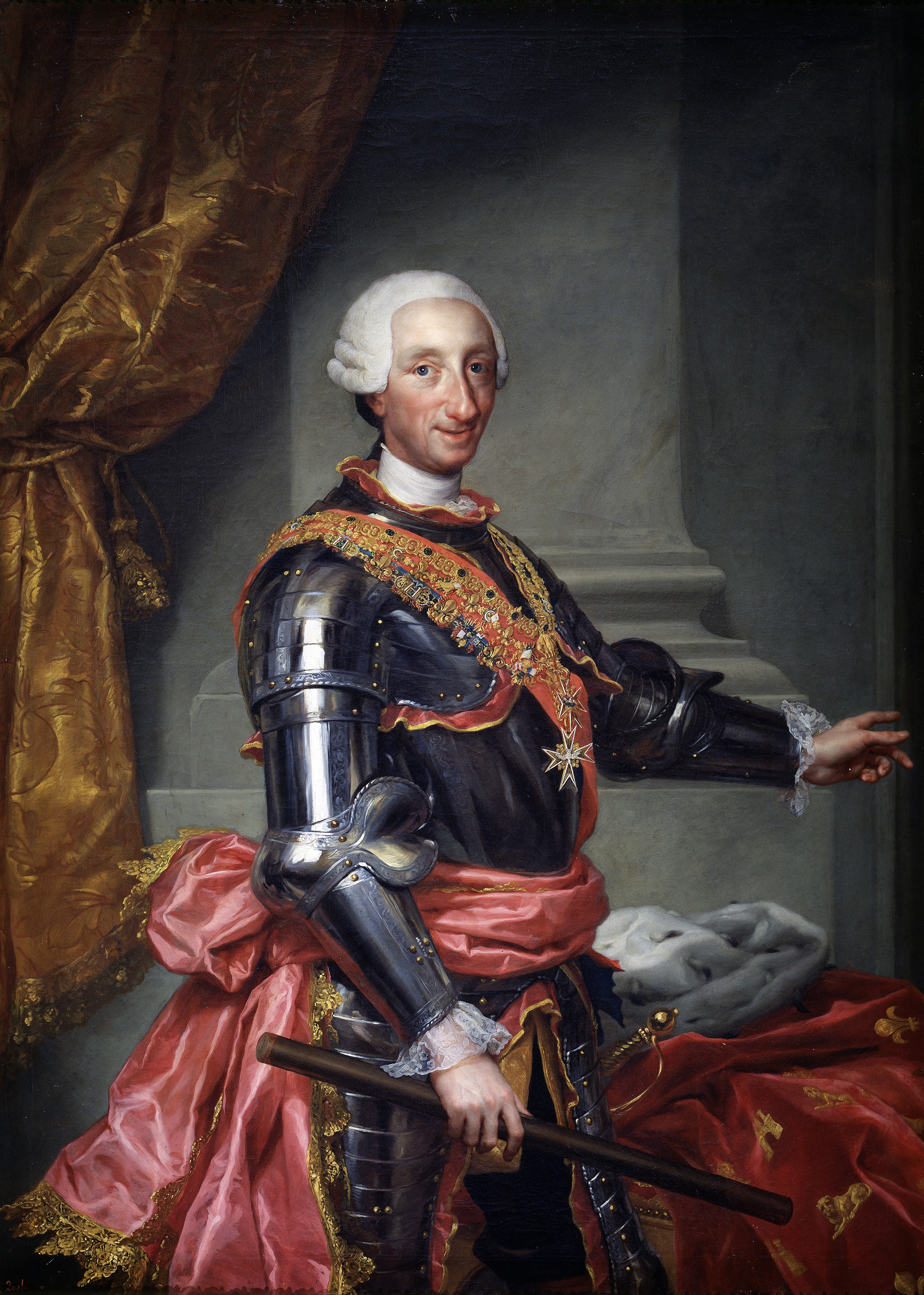
Carlos III otorgó el título de villa a Guisando en 1760.

Guisando, de nuevo como aldea del señorío de Arenas de San Pedro, pasó a pertenecer debido a los avatares del poder señorial y no el criterio geográfico de la provincia de Ávila a la provincia de Guadalajara en 1587. De acuerdo al censo del Marqués de la Ensenada de 1752, Guisando contaba con 110 vecinos, 445 habitantes y 120 viviendas por aquel entonces. Bajo reinado de Fernando VI, la localidad —como otras aldeas del señorío y la propia Arenas— pasó a formar parte del partido de Talavera en 1752 con motivo de la división administrativa del Repertorio de la Renta del Tabaco. En esos mismos años, en el catastro del marqués de la Ensenada se informó de una población de 445 vecinos.

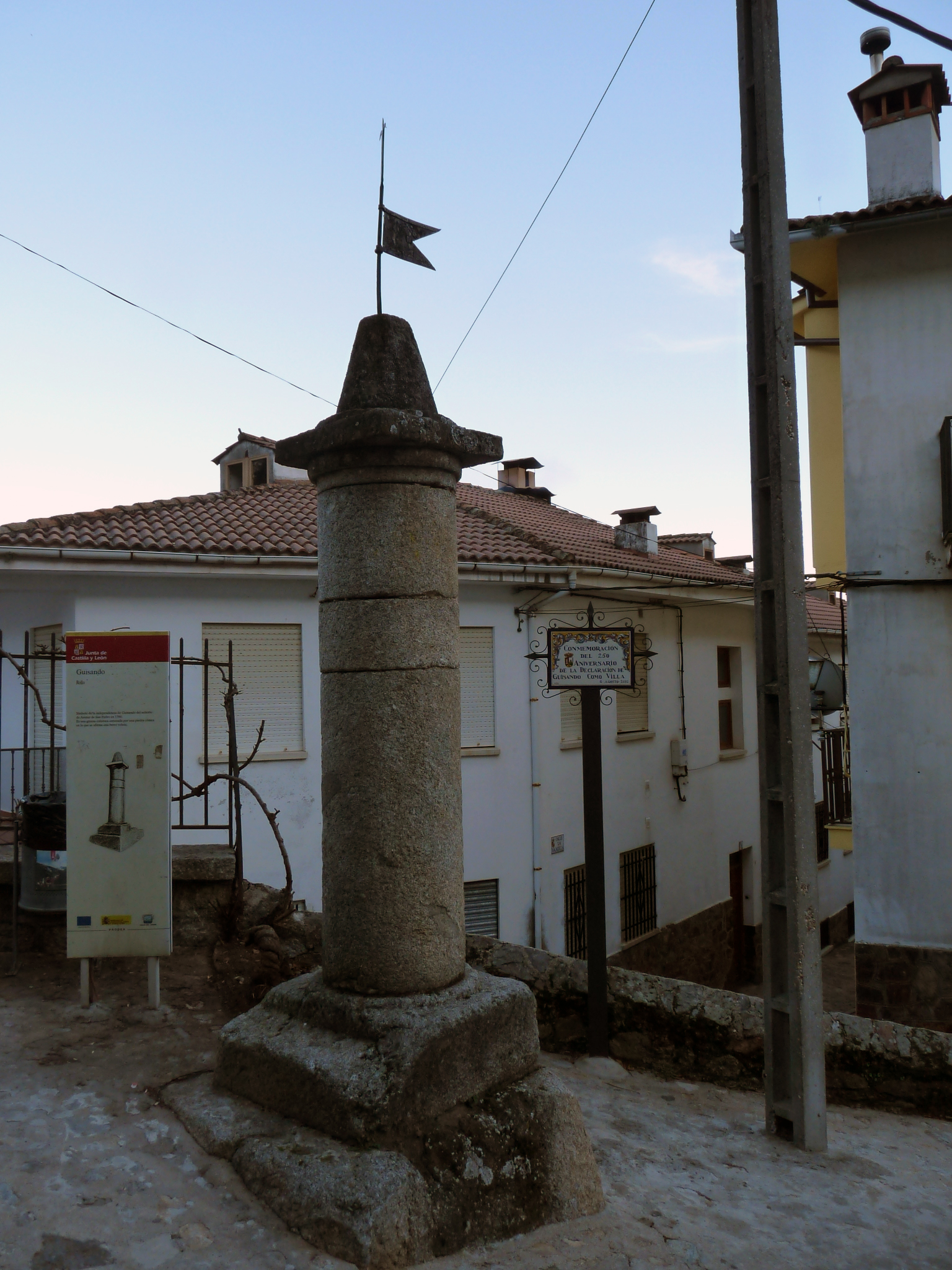
Rollo de la villa

El censo de Floridablanca confirma el aumento poblacional de la localidad, pues señalaba una población de 588 individuos para 1782. El 6 de agosto de 1760 la localidad consiguió la declaración de villa con el apoyo de la titular del ducado del Infantado, Francisca Hurtado de Mendoza— en un proceso paralelo al que experimentaron otra aldeas del señorío como El Arenal, El Hornillo y Poyales del Hoyo entre los siglos XVII y XVIII—. Se consiguió mediante la concesión de una Carta de Villazgo por parte del rey Carlos III en favor de su independencia administrativa de Arenas de San Pedro en una disposición firmada por el monarca del 29 de julio de ese mismo año. Por aquel entonces la localidad contaba con 441 habitantes.
Cerca de la plaza del Ayuntamiento se encuentra el rollo, un monumento de piedra que hace referencia a esta separación. En 1834, con la organización territorial de Javier de Burgos y las nuevas provincias, Guisando volvió como el resto de localidades de la actual comarca del valle del Tiétar a la provincia de Ávila. Durante los siglos XVIII y XIX tuvo importancia como actividad económica la industria del gusano de seda.
Pascual Madoz la describe en su diccionario geográfico-estadístico-histórico de 1850 como una localidad «situada en una profunda hondonada, en terreno áspero y lleno de altos cerros, resguardada de los vientos del norte, sur y oeste» También indica que contaba en esa época con entre 200 a 240 casas de dos pisos, una plaza en el centro de la población con soportales de madera (en la que estaba la casa del ayuntamiento), cárcel y la escuela de instrucción primaria compartida entre ambos sexos (de 80 alumnos).

Villa con ayuntamiento de la provincia y diócesis de Ávila, partido judicial de Arenas de San Pedro, c. g. de Castilla la Viega. Situada en una profunda hondonada, en terreno áspero y lleno de altos cerros; está resguardada de los vientes N, S, y O. Su clima es frío, pero sano, padeciéndose en el estío algunas tercianas: tiene de 200 a 240 casas de dos pisos y regular distribución interior; 7 calles estrechas y oscuras, una plaza en el centro de la población con soportales de madera, en la que está la casa de ayuntamiento, cárcel y el local para la escuela: esta, que lo es de instrucción primaria comun á ambos sexos se ve concurrida de unos 80 alumnos, que se hallan á cargo de un maestro dotado con 2,000 reales, de los fondos de propios y la retribucíon de sus discípulos; una fuentes de escelentes aguas, de las que se utilizan los vevinos para sus usos y una iglesia parroquial (la Purísima Concepcion), servida por un párroco cuyo curato es de entrada, de presentación de S M, en los meses apostólicos y del obispo en los orfinarios: el cementerio está situado al Oeste, en parage que no ofende la salud pública. El término se estiende desde 1/2 leg. á 2, y confina N. Arenal y Navacepeda de Tormes, esta última villa del partido judicial de Piedrahíta; E de Arenas de San Pedro; S. Poyales del Hoyo y O. Candeleda: Comprende sobre 4000 fanegas de tierra, pero de ellas 3000 cubiertas de montes altos de pinos y robles, y bajos de jaras y otras malezas: brotan en él innumerables manantiales, (que forman considerables gargantas), y le atraviesa el arroyo Guevacho o Cuevacho, el que pasa tocando á las casas y desagua en el río Arenas o Arenal. El terreno es en lo general de inferior calidad. CAMINOS: los que dirigen á los pueblos limítrofes, en mal estado: el CORREO se recibe de la cabeza del partido por un encargado del ayuntamiento. PROD: poco trigo y centeno, muchas hortalizas, miel, aceite, lino, vino, y frutas; mantiene un gran número de ganado cabrío, algun vacuno y de cerda; cría, caza de conejos, liebres, perdices, corzas y jabalíes; en las gargantas abundantes truchas. IND y COMERCIO: la agrícola, grangeria de ganado cabrio, vacuno y de cerda; labrar madera de pinos, recoger y purificar las materias resinosa y esportacion de lo sobrante é importacion de los art. de que carece la villa. POBL: 120 vecinos, 473 alm: CAP. PROD. 856,000 reales, IMP.: 34,240: IND. Y FABRIL 6,800, CONTR: 9,446. 6 mrs.
Pascual Madoz, Diccionario geográfico-estadístico-histórico de España y sus posesiones de Ultramar

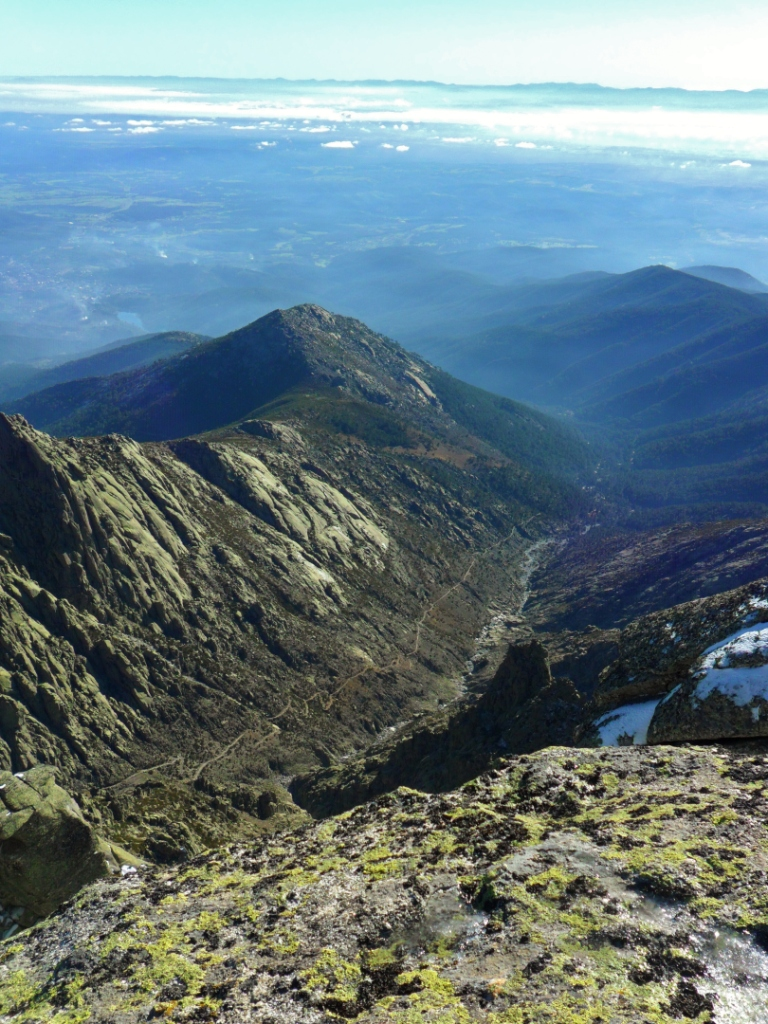
Garganta de los Galayos; al comienzo de este valle se encuentra el Refugio Victory de montaña.

Es reseñable la diferencia neta positiva entre la población de hecho y la de derecho durante el final del siglo XIX y los comienzos del siglo XX. Este «déficit» de guisanderos que en realidad no habitaban en el municipio se debió a que el predominio del pino como especie forestal obligó a los pastores de caprino a buscar pastos fuera del municipio. Varias localidades del valle del Tiétar recibieron a estos habitantes dentro de sus términos.
En las elecciones municipales del 12 de abril de 1931 salió elegido como alcalde de la localidad el conservador Demetrio García Serrano, que en 1932 presentó su dimisión y fue sustituido por el también conservador Fermín Fraile Fernández.

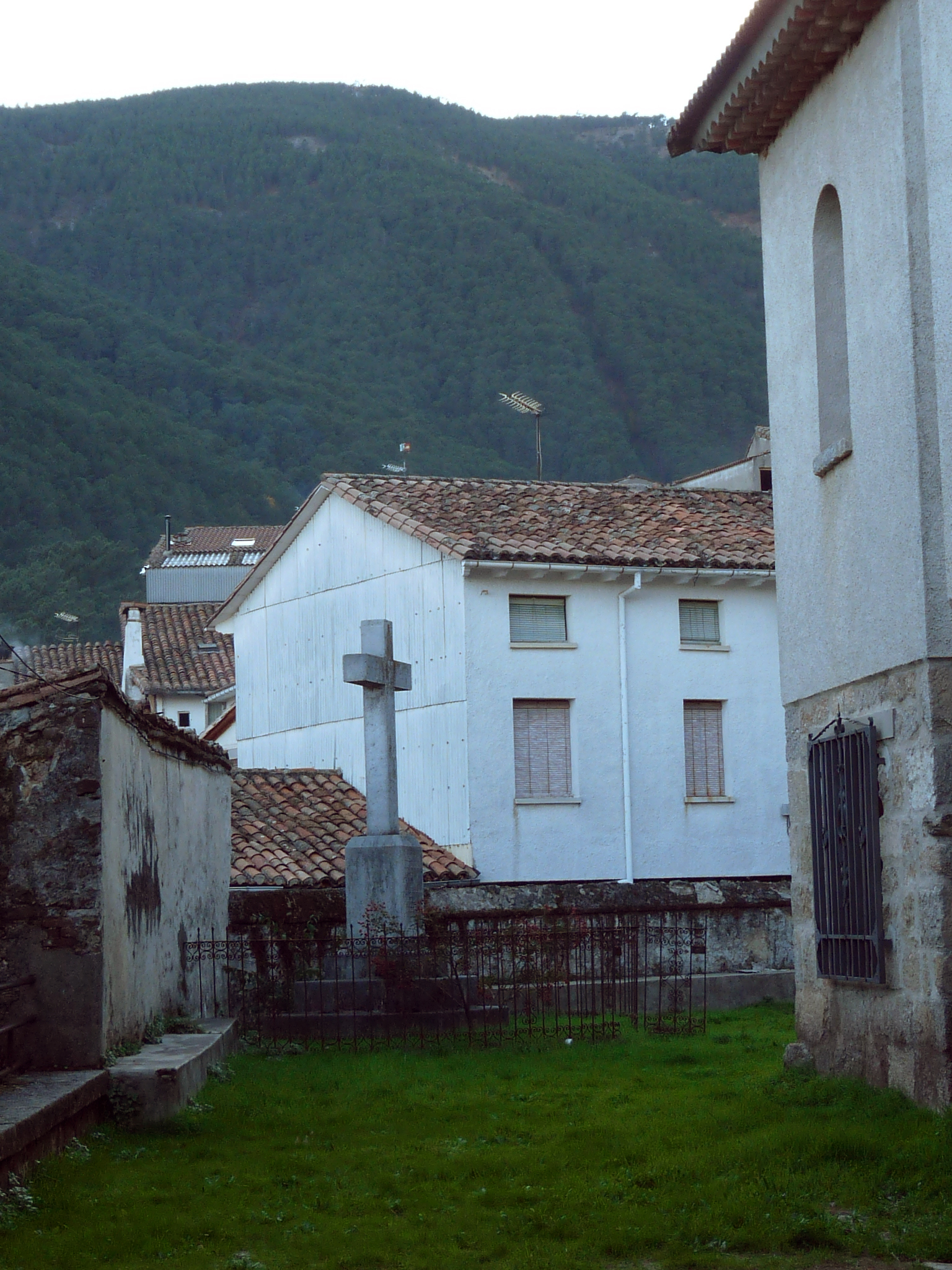
Crucero junto a la iglesia

En el curso de la guerra civil española, el 11 de septiembre de 1936 se produjo la toma pacífica de la localidad por las tropas sublevadas montadas del Regimiento Farnesio, acompañadas posteriormente de soldados de infantería y de falangistas. Los líderes del comité local para la defensa de la República nombrados por el general Julio Mangada habían huido al monte con anterioridad o se habían ocultado en viviendas. Algunos de ellos lograron diez meses más tarde huir a la zona republicana e incorporarse al ejército republicano.
Ya acabada la Guerra Civil, en 1945 se produjo la cesión de una pequeña parcela a la Real Sociedad de Alpinismo Peñalara para la construcción del Refugio Victory de montaña y la aparición de grupos de maquis —guerrilleros antifranquistas— en la sierra de Gredos y en el municipio, que contaron con la ayuda de parte de la población.
La segunda mitad del siglo XX se caracterizó por el fuerte declive poblacional, relacionado también con la emigración de un importante número de guisanderos a otros puntos de España y al extranjero. La menor rentabilidad de las actividades madereras, debida a la depreciación de la resina y de la propia madera provocaron —junto a la disminución de la ganadería— un decrecimiento general de la actividad económica. El turismo fue el único sector que consiguió ejercer un efecto positivo sobre la economía local.

## Economía

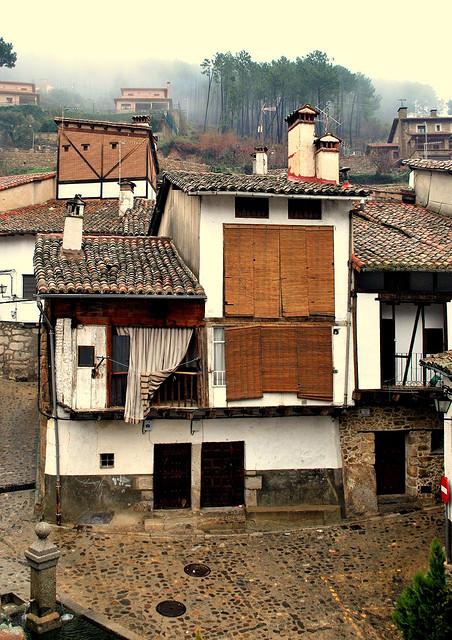
Plaza de la Fuente.

El principal sector económico del municipio es el terciario (42,7 % de los trabajadores en 2007) con una gran importancia del turismo. En 2011, en plena crisis económica, el número total de parados era de 39 personas (12,2 % sobre la población activa).

### Sector primario

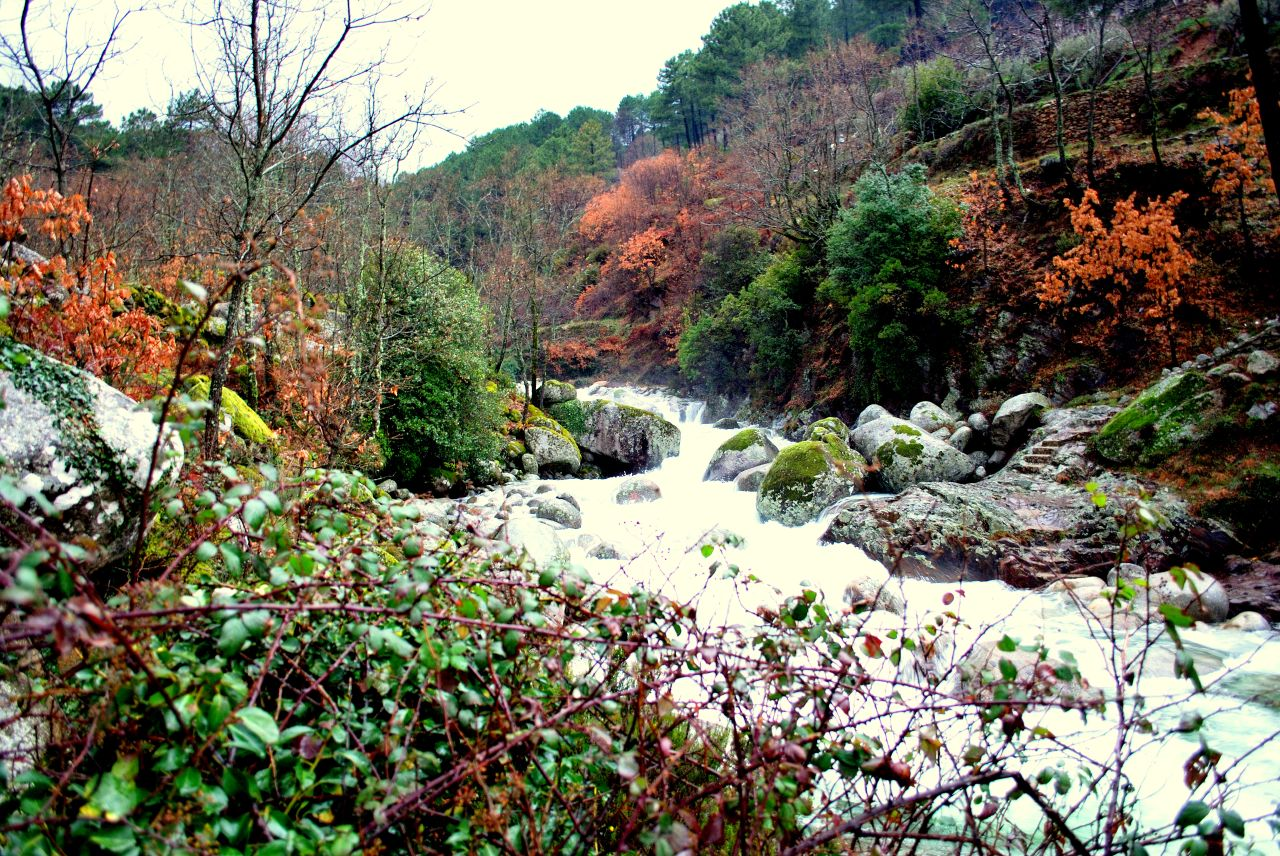
El entorno de la localidad es uno de sus activos turísticos

El sector primario aún guarda cierta importancia en la economía municipal. Según datos de 2007 la agricultura y la ganadería ocupaban el 25,2 % de la población activa (26 personas). El 50,56 % de la superficie de las explotaciones agrícolas y ganaderas (1866,9 ha) se dedicaba a los pastos. Un 3,64 % de la superficie de las explotaciones (13,5 ha) se dedicaba a cultivos leñosos, siendo el 55,3 % de estos olivares (74,7 ha) y el 42,73 % frutales (57,5 ha). El 40,27 % de la superficie de las explotaciones (1487,0 ha) eran dedicadas al aprovechamiento forestal, destacando una importante actividad silvocultural.

### Sector secundario
El sector secundario, si se excluye a la construcción, tiene una implantación prácticamente nula en el tejido productivo. En 2007, en pleno auge de la burbuja inmobiliaria, la construcción ocupaba al 31,1 % de los trabajadores (32 personas). En ese mismo periodo la industria concentraba al 1,0 % del mercado laboral (un único trabajador).

### Sector terciario
Es el principal sector económico del municipio ocupando el 42,7 % (44 personas) de los trabajadores, con una gran importancia del turismo. En 2011 el municipio contaba con siete establecimientos comerciales (con un descenso de dos respecto al 2010), dos restaurantes, 10 bares (con un aumento de tres respecto a 2010), una farmacia y un hostal.

## Patrimonio

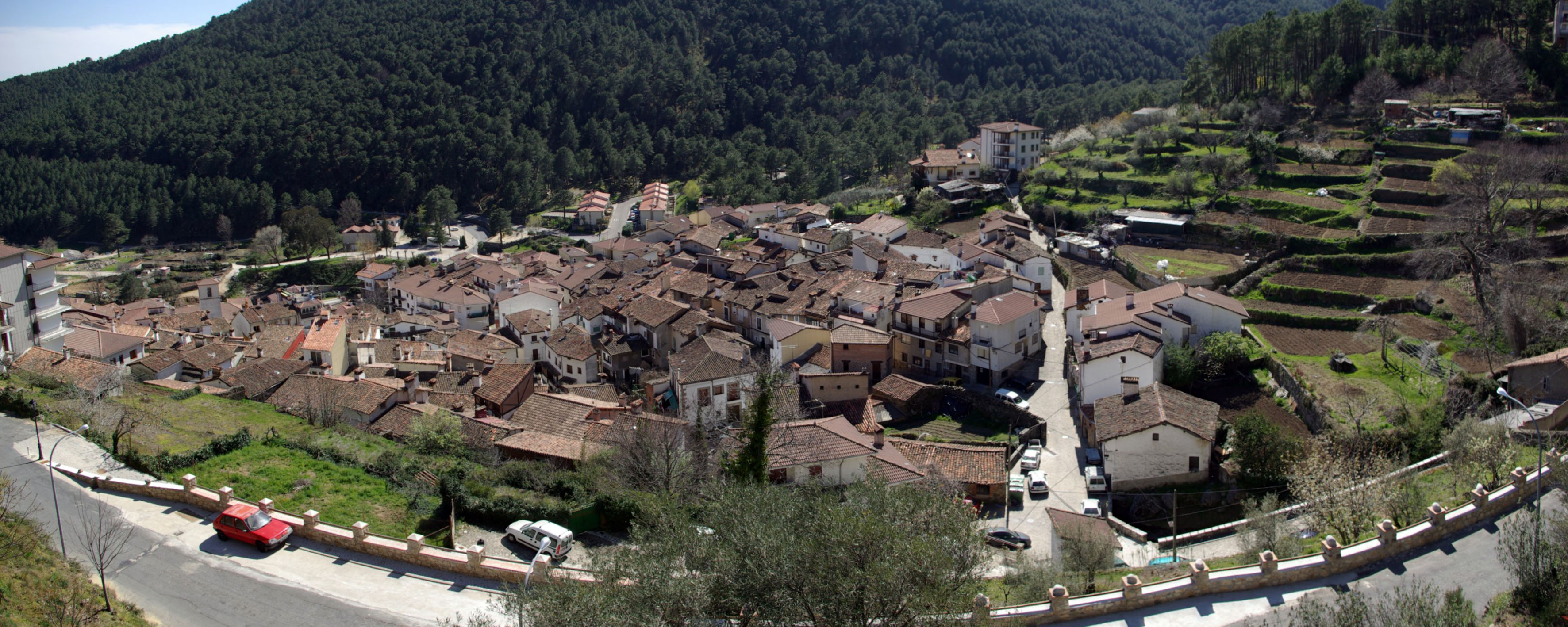
Vista de Guisando

- Conjunto histórico artístico de Guisando

La arquitectura tradicional de Guisando —que presenta un buen grado de conservación—, unida al entorno natural en el que está ubicado el pueblo, tiene un notable valor monumental. En consecuencia, la localidad fue declarada mediante Real Decreto Conjunto Histórico Artístico en el año 1976 nombrando como méritos «el perfecto estado de conservación y la armoniosa amalgama entre las construcciones y el paisaje, por la singularidad de su arquitectura popular». El decreto de declaración destaca también la uniformidad del estilo urbanístico y las chimeneas y balconadas de las viviendas, de fachada blanca principalmente.
El escritor Camilo José Cela expresó de esta manera en su libro Judíos, moros y cristianos su admiración por el entorno de Guisando:

Al pie de los Galayos, es quizás el pueblecito de más bellas vistas de toda España.
Camilo José Cela

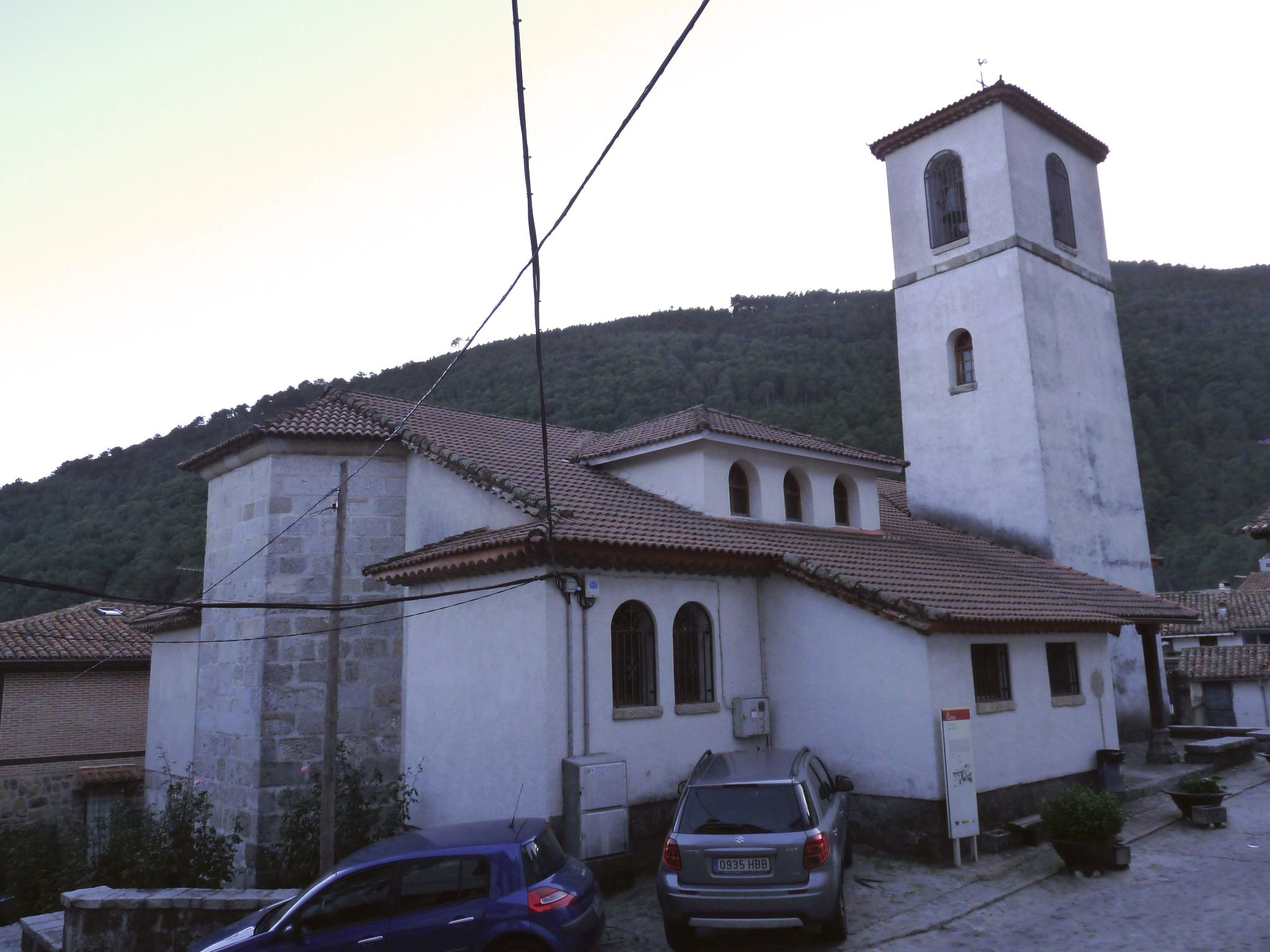
Iglesia de la Purísima Concepción

- Iglesia de la Purísima Concepción.

La iglesia de la localidad es moderna. Sustituyó a la antigua iglesia, construida en el siglo XV y de estilo gótico tardío, demolida definitivamente en la década de 1970, justo antes de la declaración del casco urbano como conjunto histórico en 1976. Fue reconstruida, junto con su restaurado retablo, en la década de 1980.
- Rollo

Símbolo del privilegio de villazgo, se encuentra protegido por el decreto genérico de protección de rollos y picotas del 14 de marzo de 1963. El sencillo monolito, construido a partir de la independencia de la localidad del señorío de Arenas en 1760, está formado por tres tambores rematados por una picota.

### Espacios naturales

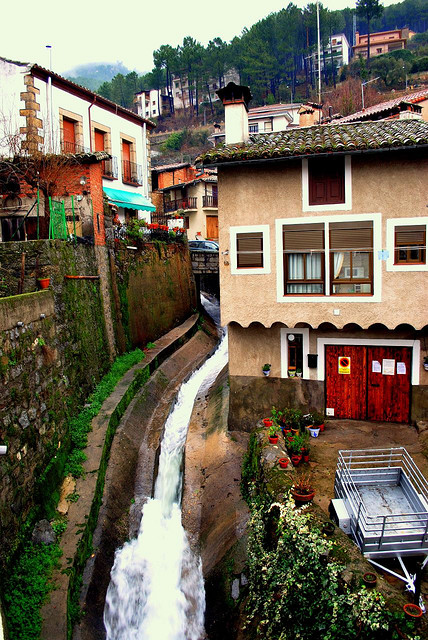
El arroyo Cobacho o Covacho atraviesa la localidad.

Buena parte del término municipal se halla enclavado dentro del parque regional de la Sierra de Gredos. Esa situación constituye un motivo de interés turístico que se ve reforzado por las diferentes instalaciones existentes en el municipio para explotar este atractivo natural. Algunos ejemplos de estas instalaciones y lugares específicos de interés son:
- Nogal del Barranco.

Encaramado en la parte elevada de la garganta de los Galayos por encima del municipio, se encuentra el aparcamiento del Nogal del Barranco. Constituye un importante punto de acceso al parque regional y supone el comienzo de la ruta a pie hacia La Mira y Los Galayos. El Galayar es un emplazamiento de primer orden de la práctica de la escalada clásica en el centro peninsular.
- Casa del parque del Risquillo.

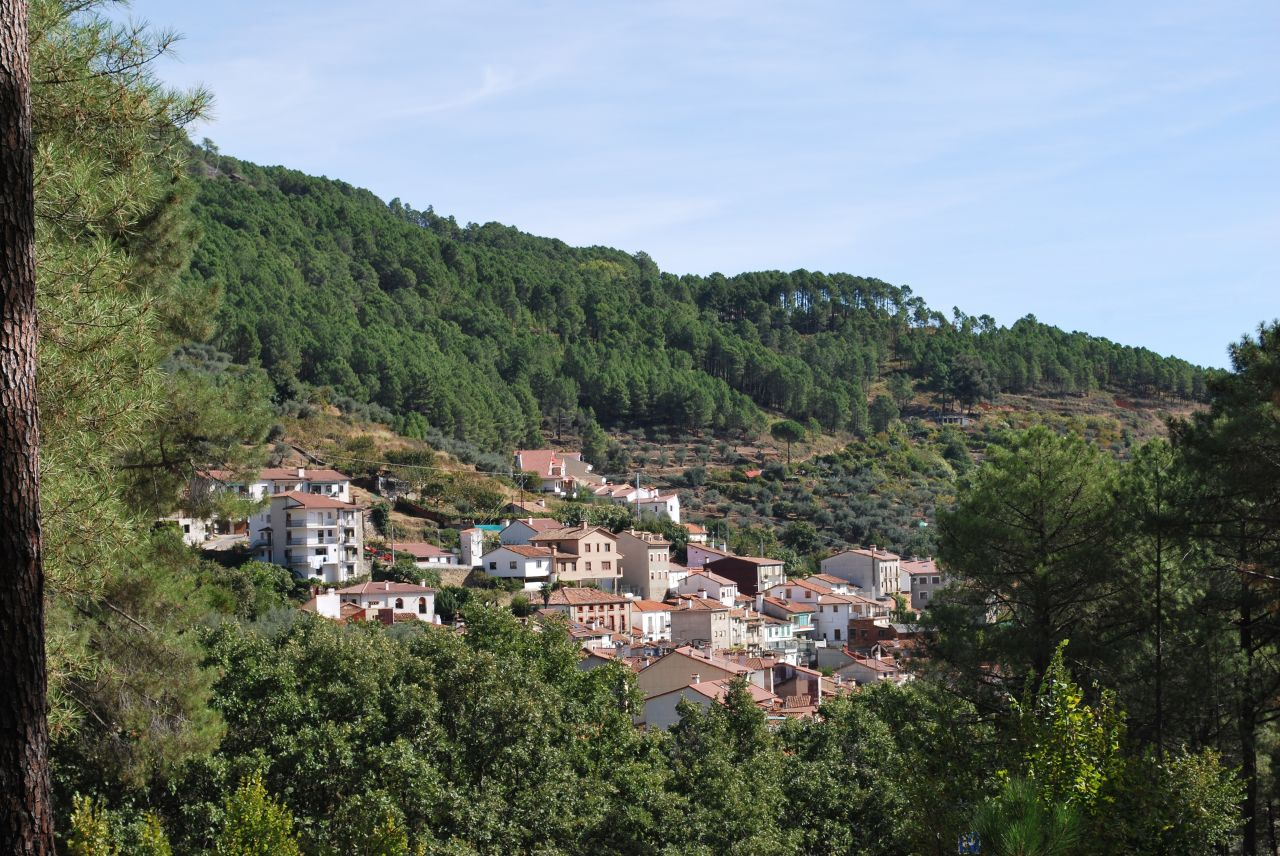
La localidad está rodeada de pinares

En el municipio se levanta una de las dos casas del parque regional de la Sierra de Gredos (la otra está situada en Hoyos del Espino). Incorpora un centro de interpretación de la naturaleza de la vertiente sur de la sierra. Junto a ella se encuentra el parque de aventuras en árboles del Risquillo.
- Pinos singulares.

Destacan entre los árboles del municipio una pareja de ejemplares singulares: el conocido como «Pino Bartolo» —un ejemplar tricentenario de Pinus nigra de 41 m de altura— y el «Pino de la Víbora», un Pinus pinaster de más de doscientos años de edad y 31,5 m de altura.
- Coto de Pesca del río Pelayo.

En cuanto la pesca, el río Pelayo constituye un coto rico en truchas.

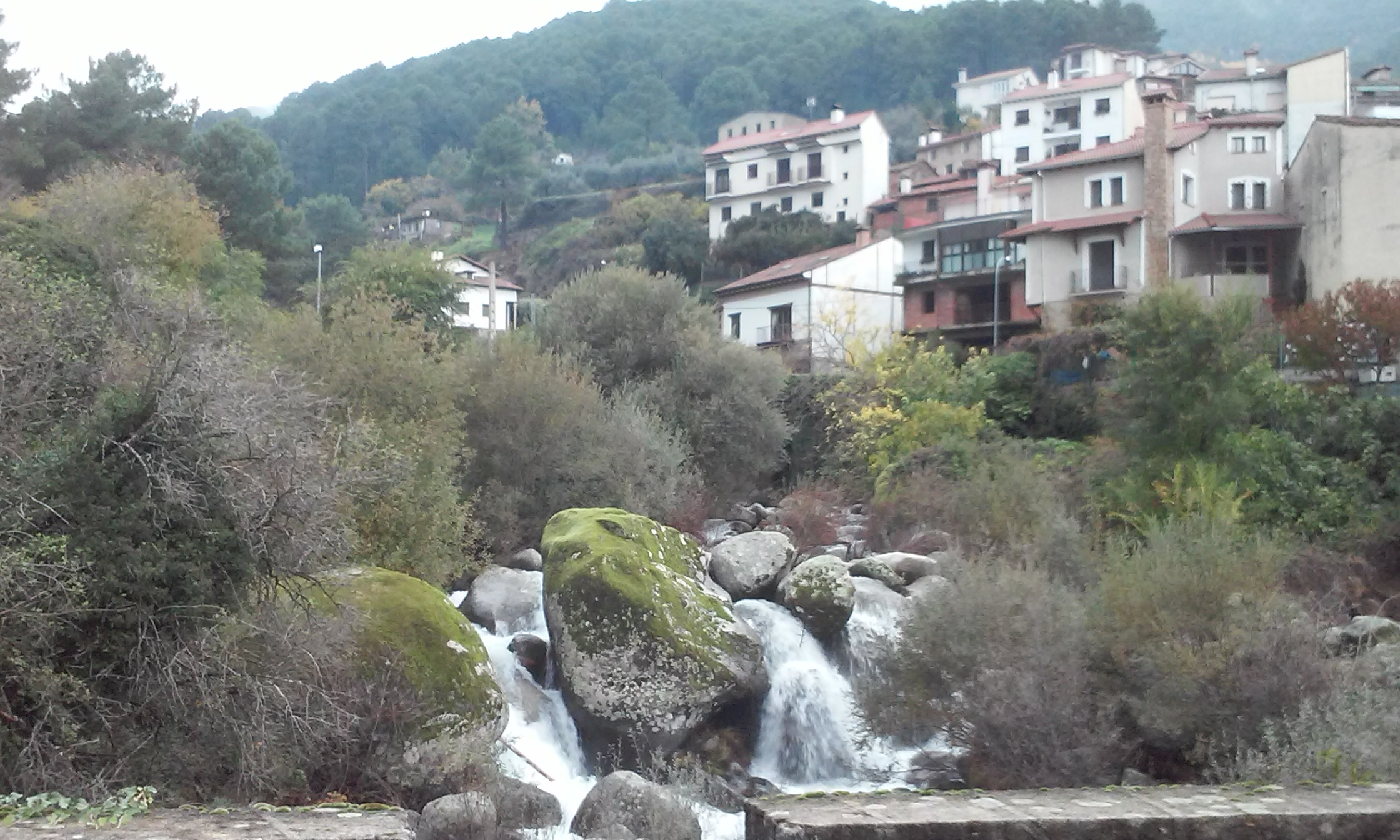
Noviembre de 2014

## Demografía
Guisando cuenta con una población de 474 habitantes (INE 2024).
| Gráfica de evolución demográfica de Guisando entre 1842 y 2021                                                        |
| |
| Población de derecho según los censos de población del INE. Población de hecho según los censos de población del INE. |

## Administración y política

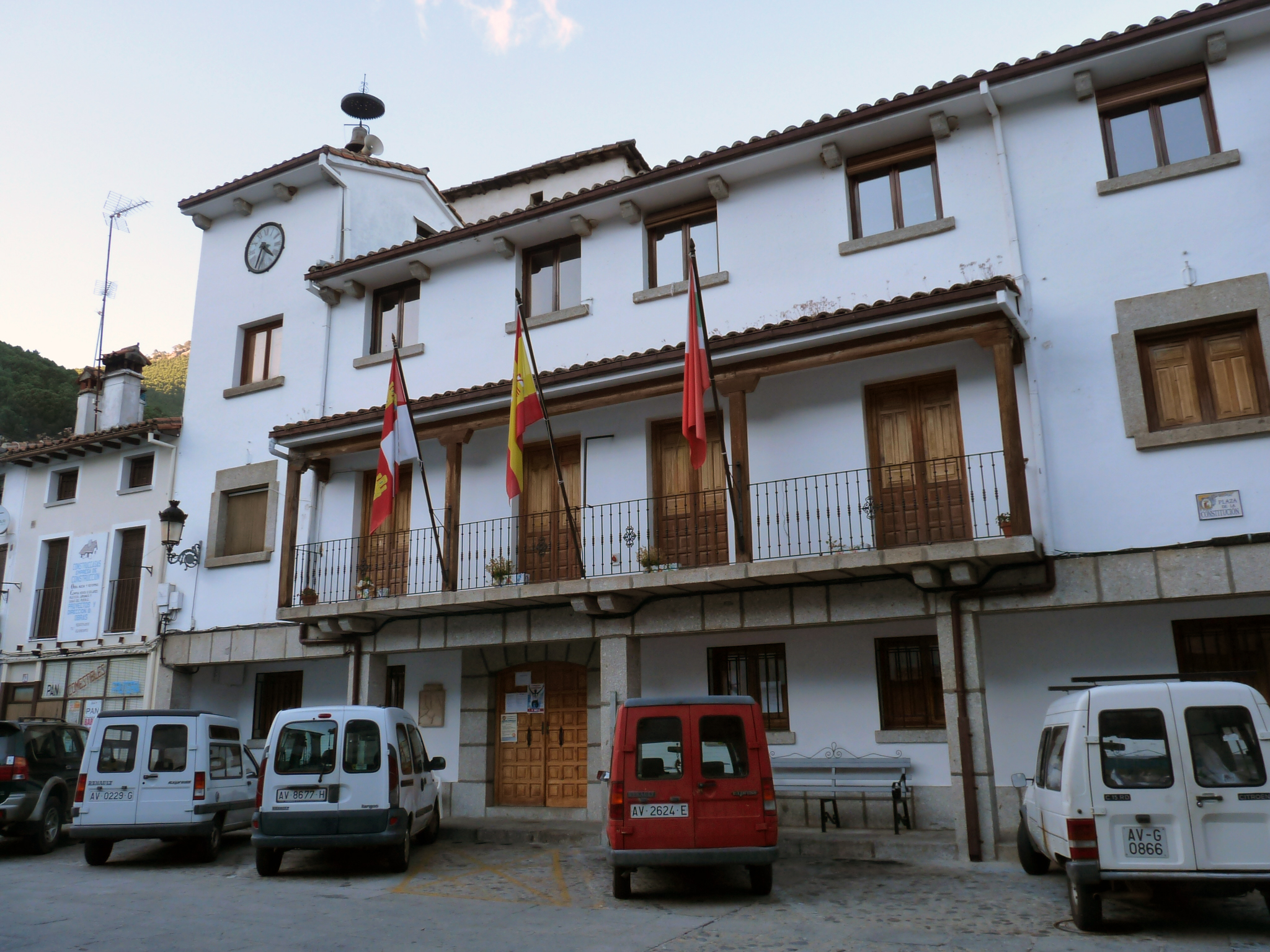
Fachada de la casa consistorial

Macario Blázquez García, de UCD, fue elegido como alcalde en las elecciones municipales de 1979 —las primeras en la vuelta de la democracia—. El alcalde actual del municipio es Ana Isabel Fernández Blázquez, perteneciente al Partido Popular.
| Periodo   | Nombre                        | Partido |
| --------- | ----------------------------- | ------- |
| 1979-1983 | Macario Blázquez García       | UCD     |
| 1983-1987 | Augusto Blázquez              | CDS     |
| 1991-1995 | Julián Palacios               |         |
| 1995-1999 | Julio Blázquez                |         |
| 1999-2003 | Miguel Ángel Pérez García     |         |
| 2003-2007 | José Luis Blázquez Jara       |         |
| 2007-2011 | Eduardo Tiemblo González      | PP      |
| 2011-2015 | Eduardo Tiemblo González      | PP      |
| 2015-2019 | Ana Isabel Fernández Blázquez | PP      |

## Servicios
Para la impartición de la Educación Primaria el municipio cuenta con un Colegio Rural Agrupado nombrado CRA Camilo José Cela que también dispone de instalaciones en los municipios de El Arenal y El Hornillo. Los institutos de Enseñanza Secundaria asociados (IES Valle del Tiétar e IES Juana de Pimentel) se encuentran en el municipio de Arenas de San Pedro. La localidad dispone también de un consultorio médico local, dependiente del servicio de sanidad de Castilla y León (Sacyl).

## Fiestas populares

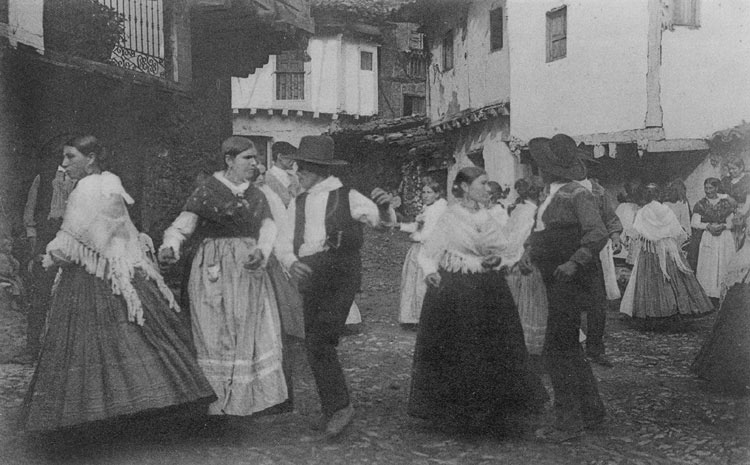
Bailes tradicionales de la localidad con los guisanderos vestidos de serranos en la primera mitad del

Las fiestas patronales en honor a San Miguel se celebran el 29 de septiembre; se tiene constancia de su celebración por lo menos desde 1750. También son importantes las fiestas de San Pedro, el 29 de junio. En las fiestas se pueden observar en algunas ocasiones la costumbre de los locales de vestir trajes tradicionales de serranos. Durante el Carnaval se realiza una celebración en la ermita de San José. El 1 de noviembre, Día de Todos los Santos, marca la celebración de la moragá o calbotada, que consiste en la salida al campo y el asado de castañas.